# AB Termosindustri
AB Termosindustri var ett svenskt industriföretag i Kalmar, som tillverkade termosar under varumärket "Calmare Termos".
Termosindustri grundades 1945  av Arnold Glave. Det var ett av de fyra svenska företag som tillverkat termosar, vid sidan av Termoverken och Jönköpings vacuumindustri i Jönköping och Trelleborgs Glasindustri. Företaget inrymdes först i en tidigare skollokal på Ängö och flyttade senare till nya lokaler på Verkstadsgatan. 
År 1947 grundade han också – tillsammans med kemisten Nils Åberg – Kalmar Glasbruk vid Verkstadsgatan för att tillverka glaskolvar till termosarna.
AB Termosindustri upplöstes 1953.